# 인피니티 풀 (영화)
"인피니티 풀"(영어: Infinity Pool)은 2023년 개봉한 SF 공포 영화이다. 브랜던 크로넌버그가 감독과 각본을 맡았다.